# (6344) 1993 VM
(6344) 1993 VM est un astéroïde de la ceinture principale découvert en 1993.

## Description
(6344) 1993 VM a été découvert le 7 novembre 1993 à Kushiro (Japon) par S. Ueda et H. Kaneda.

### Caractéristiques orbitales
L'orbite de cet astéroïde est caractérisée par un demi-grand axe de 2,25 UA, un périhélie de 1,98 UA, une excentricité de 0,12 et une inclinaison de 3,82° par rapport à l'écliptique. Du fait de ces caractéristiques, à savoir un demi-grand axe compris entre 2 et 3,2 UA et un périhélie supérieur à 1,666 UA, il est classé, selon la JPL Small-Body Database, comme objet de la ceinture principale.

### Caractéristiques physiques
(6344) 1993 VM a une magnitude absolue (H) de 13,8 et un albédo estimé à 0,060.